# لیدی آنتبلوم
لیدی آنتبلوم (به انگلیسی: Lady Antebellum) یک گروه کانتری آمریکایی است که از سال ۲۰۰۶ در شهر نشویل فعالیت خود را آغاز کرد. این گروه از سه نفر شامل دو مرد و یک زن تشکیل می‌شود.معروف‌ترین آهنگ این گروه "Need You Now" نام دارد که از آلبومی هم نام با این آهنگ است. این آهنگ تاکنون در سه جدول ده تایی مقام اول را بدست آورده است و باعث شد که پنج جایزه در پنجاه و سومین مراسم جوایز گرمی به این گروه اختصاص پیدا کند.

## اعضا
- چارلز کلی: سر گروه و آواز
- هیلاری اسکات: آواز
- دیو هایوود: گیتار، پیانو، ملودی

## آلبوم‌ها

### آلبوم استدیویی
- ۲۰۰۸ - Lady Antebellum
- ۲۰۱۰ - Need You Now

### آلبوم‌های ای پی
- ۲۰۱۰ - iTunes Session
- ۲۰۱۰ - A Merry Little Christmas

### برترین آهنگ‌ها
- ۲۰۰۹ - "I Run to You"
- ۲۰۱۰ - "Need You Now"
- ۲۰۱۰ - "American Honey"
- ۲۰۱۰ - "Our Kind of Love"